# Srednji kambrij
Srednji kambrij (poznat i kao albertij, akadij ili Sentdavidij) je drugi od tri geološke epohe kambrijskog razdoblja. On pokriva vrijeme od prije 513 ± 2 Ma i 501 ± 2 Ma (milijuna godina). Čudnovati organizmi s fosilnog nalazišta Burgess Shale su živjeli u to doba. Srednji kambrij je podijeljen u dvije neimenovane ICS faze.

## Vanjske poveznice
|  | Zajednički poslužitelj ima još gradiva o temi Srednji kambrij |